# Øystese Idrettslag
In questa pagina sono contenuti la storia e la struttura dell'Øystese Idrettslag.

## Storia
L'Øystese Idrettslag è stato fondato ufficialmente il 12 febbraio 1908. Tra le varie sezioni, ha una squadra di calcio maschile militante in 3. divisjon – quarto livello del campionato locale – ed una di calcio a 5 che ha partecipato alla Futsal Eliteserie 2010-2011.

## Sezioni
Di seguito l'elenco delle sezioni sportive e delle attività associate che fanno parte dell'Øystese Idrettslag.
- Sezioni:

1. Atletica leggera
2. Ginnastica
3. Øystese I.L. Fotball (calcio)
4. Øystese Futsal (calcio a 5)
5. Sci

## Palmarès

### Calcio

#### Competizioni nazionali
- 4. divisjon: 1

2017